# Marcel Lička
Marcel Lička (* 17. Juli 1977 in Prag) ist ein ehemaliger tschechischer Fußballspieler und heutiger Trainer. 

## Karriere
Lička begann mit dem Fußballspielen beim FC Grenoble und folgte seinem Vater Verner Lička, der seine Karriere in Frankreich und Belgien ausklingen ließ, auf den Stationen Berchem Sport, Calais RUFC und Olympique Grande-Synthe. Im Jahr 1992 kehrte die Familie Lička – auch Marcels Bruder Mario war mit dabei – in die Tschechoslowakei zurück und Marcel Lička schloss sich der Jugendabteilung des FC Baník Ostrava an.
In der Saison 1997/98 debütierte der talentierte Mittelfeldspieler in der Gambrinus Liga und erkämpfte sich schnell einen Stammplatz. Anfang 2001 wechselte Lička zu Slavia Prag. In der tschechischen Hauptstadt konnte er sich allerdings nicht durchsetzen und wurde Anfang 2002 an Chmel Blšany ausgeliehen. In der Saison 2002/03 spielte Lička auf Leihbasis für Viktoria Žižkov. Im Sommer 2003 wechselte der Tscheche zum FK Zlín, aber auch dort hielt es ihn nur eine Spielzeit.
Zur Saison 2004/05 ging Lička nach Polen und spielte fortan für Górnik Zabrze. Nach nur einer Saison folgte ein weiterer Wechsel, diesmal zu Dyskobolia Grodzisk, wo der Tscheche jedoch nicht Fuß fassen konnte. Es folgte ein zweijähriges Engagement beim spanischen Drittligisten UD Horadada, ehe Lička im Jahr 2008 zu seinem einstigen Jugendverein Calais RUFC zurückkehrte. Im Februar 2010 entschloss sich Lička zur Rückkehr nach Tschechien und unterschrieb bis Saisonende beim Erstligisten SK Kladno. Von September 2010 spielte er noch vier Monate für den FK Kunice und beendete dann seine Karriere.
Nach seiner aktiven Karriere etablierte er sich als Trainer und war Belarus, Russland und der Türkei tätig.

## Erfolge
- Dinamo Brest: Gewinn der belarussischen Meisterschaft und des Supercups 2019.[2]
- FK Orenburg: Aufstieg in die russische Premier League 2022.[2]
- Dynamo Moskau: Dritter Platz in der russischen Premier League 2023/24[2]
- Trainer der Saison der Premjer-Liga: 2023/24.[2]